# Rhodymenichthys dolichogaster
Rhodymenichthys dolichogaster is een straalvinnige vissensoort uit de familie van botervissen (Pholidae). De wetenschappelijke naam van de soort is voor het eerst geldig gepubliceerd in 1814 door Pallas.